# Alunógeno
El alunógeno es un mineral de la clase de los minerales sulfatos. Fue descubierto en 1832 en Nuevo México (Estados Unidos), siendo nombrada así del latín alumen (aluminio) y el griego genno (crear), en alusión a que de él se obtiene este metal. Sinónimos poco usados son: alunogenita, davita, katharita, katherita, keramostypterita o stypterita.

## Características químicas
Es un sulfato muy hidratado de aluminio, sin aniones adicionales.

## Formación y yacimientos
Se forma por reacción de sulfatos a partir de la descomposición de sulfuros con minerales del aluminio en esquistos y pizarras; también en roca encajante alterada de yacimientos piríticos en regiones áridas; en las capas de carbón, y en la relativamente baja temperatura de las fumarolas.
Suele encontrarse asociado a otros minerales como: pirita, marcasita, halotriquita, pickeringita, epsomita, alum, melanterita o yeso.

## Usos
Se extrae en las minas como mena del metal de aluminio.